# Valencija
Valencija (/ vəlɛnsiə /, špansko Valencia [balenθja], katalonsko València) je glavno mesto skupnosti Valencija in tretje največje mesto v Španiji za Madridom in Barcelono, z okoli 800.000 prebivalcev. V njenem širšem urbanem območju, ki sega prek upravnih meja mesta, živi okoli 2,5 milijona ljudi. Valencija je tretje največje metropolitansko območje v Španiji, kjer živi med 1,7 in 2,5 milijona ljudi. Mesto ima status globalnega mesta. Mestno pristanišče je 5. najbolj prometno kontejnersko pristanišče v Evropi in najbolj prometno kontejnersko pristanišče v Sredozemskem morju.
Valencia je bila ustanovljena kot rimska kolonija leta 138 pred našim štetjem. Mesto se nahaja na bregovih Turia, na vzhodni obali Iberskega polotoka, v zalivu Valencia ob Sredozemskem morju. Zgodovinsko središče je eno največjih v Španiji, s približno 169 hektarjev; ta dediščina antičnih spomenikov in kulturnih znamenitosti naredi Valencijo kot eno najbolj priljubljenih turističnih destinacij v državi. Večji spomeniki so stolnica, Torres de Serranos, Torres de Quart, La Llotja de la Seda (razglašena kot svetovna dediščina UNESCO v letu 1996) in  Ciutat de les Arts i les Ciències - kulturni in arhitekturni kompleks, ki temelji na zabavi in sta ga oblikovala Santiago Calatrava in Félix Candela.  V Museu de Belles Arts de Valencia domuje velika zbirka slik iz 14. do 18. stoletja, vključno dela Velázqueza, El Greca in Goye kakor tudi pomembna serija grafik Piranesija.  Institut Valencia d'Art Moderne je hiša stalne zbirke in občasnih razstav sodobne umetnosti in fotografije.
Tradicionalna španska jed paella izvira iz Valencije.

## Ime mesta
Izvirno latinsko ime mesta je bilo Valentia (latin.: [walentia]), kar pomeni "moč" ali "pogum", pri čemer so mesto imenovali skladno z rimsko navado priznavanja poguma nekdanjim rimskim vojakom po vojni. Rimski zgodovinar Tit Livij pojasnjuje, da je bila ustanovitev Valentie v 2. stoletju pred našim štetjem zaradi naseljevanja rimskih vojakov, ki so se borili proti iberskim upornikom, Viriatusom. (Viriatus - umrl 139 pr.n.št. je bil najpomembnejši voditelj v Luzitaniji, ki so premagali rimsko ekspanzijo v regijah zahodne Hispanije (rimsko poimenovanje) ali zahodne Iberie (grško poimenovanje)).
V času vladavine muslimanskih kraljestev v Španiji, je imelo mesto vzdevek Medina bu-Tarab ('Mesto radosti'), v skladu s transkripcijo, ali Medina at-Turab (مدينة التراب, 'Mesto peska'), saj se je nahajalo na bregovih reke Turia. Ni jasno, če je bil izraz Balansiyya (بلنسية) rezerviran za celotno Taifa Valencia ali za mesto. 
S postopnimi glasovnimi spremembami Valentia je postala Valencija [balenθja] v kastiljščini in Valencia [Valensia] v valencijščini.

## Zgodovina mesta

### Rimska Valentia
Valentia je eno izmed najstarejših mest v Španiji in je bila ustanovljena v času Rimljanov (138 l. pr.n.št.). Prvotna naselbina se je nahajala na strateškem mestu, in sicer rečnem otoku in je bila v svoji zasnovi tipično rimsko mesto, ki ga je prečkala Via Augusta, cesarska cesta, ki je provinco povezala z Rimom. Nekdanji dve glavni ulici Cardo Maximus in Decumanus Maximus še danes predstavljata glavni dve osi mesta, ki se križata na Plaza de la Virgen (Deviški trg). V prvem stoletju pred našim štetjem (leta 75 pr.n. št.) je Pompej Veliki (sin bogatega rimskega politika in hkrati vojskovodja) porušil Valentio ter jo tako kaznoval za njeno zvestobo Sertoriusu, enemu izmed rimskih generalov. Okoli petdeset let kasneje je bilo obnovljeno z velikimi infrastrukturnimi projekti in je sredi prvega stoletja doživelo hitro rast. Pomponius Mela ga je imenoval za enega od glavnih mest v provinci Tarraconensis. Valencia je nazadovala v tretjem stoletju. Nova krščanska skupnost je nastala v zadnjih letih rimskega imperija, v četrtem stoletju.

### Srednji vek
Doba Vizigotov
Nekaj stoletij kasneje, kar je sovpadalo s prvimi valovi preseljevanja germanskih ljudstev (Svebi, Vandali in Alani, kasneje Vizigoti) in nastanka brezvladja po propadu rimskega cesarskega, je cerkev prevzela vajeti oblasti v mestu in zamenjala stare rimske templje z verskimi objekti. Z invazijo Mavrov na jugozahodnem delu Iberskega polotoka leta 554 je mesto pridobilo strateški pomen. Po izgonu Mavrov leta 625, se je tukaj namestil Vizigotski vojaški kontingent in utrdila rimski amfiteater. Malo je znanega o tej skoraj sto letni zgodovini; to obdobje je le redko dokumentirano, a izkopavanja kažejo, da je bilo malo razvoja mesta. V obdobju Vizigotov je bila Valencia škofija Katoliške cerkve in suffragan škofija podrejena nadškofiji Toledo, ki je obsegala še starodavno rimsko provinco  Hispania Carthaginensis.
Muslimanska Balansiya
Mesto predajo brez boja do preplavljajo Mavri (Berberi in Arabci) leta 714 in stolnico Sv. Vinceca spremenil v mošejo. Abd al-Rahman I., prvi emir iz Córdobe, odredil mesto uničiti, a je nekaj let pozneje njegov sin Abdullah, dobil avtonomno oblast nad pokrajino Valencia in začel obnovo. Med njegovimi upravnimi akti je bil ukaz za izgradnjo razkošne palače Russafa, na obrobju mesta, v soseski z istim imenom. Doslej niso našli nobenih ostankov. Prav v tem času se je Valencia preimenovala v Medina al-Turab (Mesto peska). Ko se je islamska kultura zasidrala v Valenciji, se je preimenovala v Balansiyya in cvetela od 10. stoletja zaradi trgovine s papirjem, svilo, usnjem, keramiko, steklom in srebrnimi izdelki. Arhitekturna zapuščina tega obdobja je bogata in se še vedno vidi v ostankih starih zidov, Baños del Almirante (kopališče), Portal de Valldigna (mestna vrata) in celo v stolnici in stolpu, El Micalet (El Miguelete), ki je bil minaret stare mošeje.
Po smrti Almanzor in nemirih, ki so sledili, je muslimanska Al Andaluz razpadla na številna majhna kraljestva, znana kot taifas, od katerih je bila ena Taifa Valencia, ki je obstajala v štirih ločenih obdobjih: 1010 - 1065, 1075 - 1099, 1145 - 1147 in 1229-1238.
Balansiyya je doživela preporod z začetkom kraljestva Taifa Valencia v 11. stoletju. Mesto je raslo. V času vladavine Abd al-Aziza je bilo zgrajeno novo mestno obzidje, ostanki so se ohranili v starem mestu (Ciutat Vella) do danes. Kastiljski plemič Rodrigo Diaz de Vivar, znan kot El Cid, ki je bil odločen imeti svojo kneževino na Mediteranu, je začel s kombinirano krščansko in mavrsko vojsko oblegati mesto na začetku leta 1092. Zmagal je maja 1094 in izklesal v lasten fevd, da je vladal od 15. junija 1094 do julija 1099. Ta zmaga je ovekovečena v Pesmi o Cidu (Cantar de Mio Cid), španskem junaškem epu. V času njegove vladavine je spremenil devet mošej v cerkve in namestil francoskega meniha Jérôma kot škofa Valencije. Ubit je bil v juliju 1099, medtem ko je branil mesto pred obleganjem Almoravidov, nakar je njegova žena Ximena Díaz vladala še dve leti.
Mesto je ostalo v rokah krščanskih vojakov do 1102, ko so ga ponovno zavzeli Almoravidi in obnovili muslimansko vero. Upadanje moči Almoravidov je sovpadalo z vzponom nove dinastije Almohadov v Severni Afriki, ki je prevzela nadzor nad polotokom leta 1145. Njihov vstop v Valencijo je odvrnil Ibn Mardanis, kralj Valencije in Murče do 1171, potem je mesto končno padlo v roke Severnoafričanom. Dve muslimanski dinastiji sta vladali Valenciji več kot stoletje.
Rekonkvista
Leta 1238 je kralj Jakob I. Aragonski z vojsko, sestavljeno iz Aragoncev, Kataloncev, Navarci in križarjev iz reda Calatrava, oblegal Valencijo, ki se je 28. septembra predala. Petdeset tisoč Mavrov jo je bilo prisiljeno zapustiti. Pesnika, kot sta Ibn al-Abbar in Ibn Amira sta obžalovala to izgnanstvo iz ljubljene Valencije. Po krščanski zmagi in izgonu muslimanskega prebivalstva, je bilo mesto razdeljeno med tiste, ki so sodelovali pri osvajanju, po zapisih v Llibre del Repartiment (Knjiga razdelitve). Jakob I. je dodelil mestu nove zakone,  Furs de València, ki so bili pozneje razširjeni na celotno kraljestvo Valencia in so veljali večino srednjega veka in zgodnje moderne Evrope. Odslej je mesto vstopilo v novo zgodovinsko obdobje, v katerem je nastala nova družba in nov jezik, ki tvorita podlago za značaj Valencije in ljudi, kot jih poznamo danes.
Kralj Jakob I. je glavno mošejo očistil in z mašo obeležil praznovanje. Mesto in ozemlje je vključil v novonastalo Kraljevino Valencija, ki je bila eno izmed kraljestev, ki so pripadala kroni Aragonije in dovolil vsem ljudem, ki so živeli v mestu, Judom, muslimanom in kristjanom, da ostanejo tam in živijo kot državljani kraljestva.
Glede na zgodovinske podatke ob predaji mesta, je v kraljestvu Valencija živelo 120.000 muslimanov, 65.000 kristjanov in 2000 Judov, ki so jim večinoma dovolili, da ostanejo na svoji zemlji. Po navedbah arabskega zgodovinarja Husseina Monesa iz Univerze v Kairu, so bile besede kralja Zayana Jakobu I., ko je predal ključe mesta:
»V mestu Valencia žive muslimani, plemiči mojih ljudi, skupaj s kristjani in Judi. Upam, da boste še naprej živeli v isti harmoniji, vsi, ki delajo in živijo skupaj, v tej plemeniti deželi. Tu, v času mojega vladanja, so bile velikonočne procesije in kristjani so svobodno izpovedovali svojo vero, kot naš Koran priznava Kristusa in Marijo. Upam, da imeli enako obravnavo muslimani Valencije.«

Mesto je imelo resne težave sredi štirinajstega stoletja. Na eni strani se je zmanjšalo prebivalstvo zaradi več epidemij kuge (1348 in naslednjih letih), na drugi strani zaradi serije vojn in nemirov, ki so sledili. Med njimi je bila vojna v Uniji, upor državljanov proti ekscesom monarhije, ki jo je vodila Valencija kot središče kraljestva in vojna s Kastilijo, ki je prisilila zgraditi novo obzidje, da bi se uprli kastiljskim napadom leta 1363 in 1364. V teh letih, je bilo sobivanje treh skupnosti, ki so živele v mestu - muslimani, kristjani in judje precej sporna. Judje, ki so naseljevali območje okoli obale, so gospodarsko in socialno napredovali in njihova četrt se je postopoma razširila preko svojih meja na račun sosednjih župnij. Medtem so bili muslimani, ki so ostali v mestu, zasidrani v mavrski soseski v bližini današnjega trga Mosen Sorel. Leta 1391 je nenadzorovana drhal napadla judovsko četrt, ki je povzročilo njeno navidezno izginotje in vodilo v prisilno spreobrnjenje preživelih članov v krščanstvo. Muslimanska četrt je bila napadena v podobnih nemirih leta 1456, posledice pa so bile manjše.

### Zlata doba Valencie
V 15. stoletju je prišlo do naglega ekonomskega širjenja območja, ki je znano tudi kot Zlata doba Valencie. S sočasno rastjo prebivalstva je mesto bilo najbolj naseljeno v Aragonskem kraljestvu. Lokalna industrija je dosegla velik napredek, hkrati pa so razvile finančne institucije, ki so kraljici Izabeli I. Kastiljski omogočile financiranje odprave Krištofa Kolumba leta 1492. Konec 15. stol. je bila zgrajena »Lonja de la Seda« stavba, ki je bila namenjena vse večjemu in uspešnejšemu trgovanju. Tako je bila Valencia eno izmed najbolj vplivnih mediteranskih mest v 15. in 16. stoletju. Zanimivo je, da je bila prva tiskana beseda na Iberskem polotoku natisnjena prav v Valenciji prav tako tudi prva tiskana Biblija v romanskem jeziku in sicer že leta 1478.

### Po odkritju Amerike
Evropsko gospodarstvo je bilo po velikih odkritjih nove celine usmerjeno predvsem proti Atlantiku, kar pa ni prizaneslo trgovanju v Mediteranu. Kljub Aragonski in Kastiljski povezavi, je bilo odkrivanje in zasedanje novih ozemelj še naprej izključno v rokah Kastilije. Prebivalce Valencie, Katalonije, Aragonije in Majorke je tako prizadela izguba posla, zato je Valencia zapadla v hudo gospodarsko krizo. Ta se je še poglobila v začetku 17. stoletja z izgonom Judov in prisilnim prevzemom krščanske vere za muslimanske potomce.
Mesto je doseglo najnižjo točko v vojni za špansko nasledstvo v začetku 18 stoletja, ki je zaznamovala konec politične in pravne neodvisnosti Kraljevine Valencia. V mesto so prodrli Angleži in kar 16 mesecev nadzorovali to območje, dokler jih niso porazili in odgnali Burboni. Ponovno si je Valencia opomogla tekom sredine 18. stoletja z naraščajočo proizvodnjo svile in keramike. To so bili tudi časi razsvetljenstva, humanistične ideje pa so vplivale na največje mislece Valencie Gregorio Maiansa in Pereza Bayerja.

### 19., 20 in 21. stoletje
19. stoletje je prineslo vrsto vojn v katere se je zapletla Španija s Francijo, Portugalsko in Anglijo, vendar pa je bila Vojna za neodvisnost najbolj vplivna na tem področju. Posledice francoske revolucije so se še vedno čutile v času ko je vdrla Napoleonova vojska, katere pravil prebivalci niso upoštevali. Kasneje po porazu Napoleona je na prestol prišel Ferdinand VII. Obdobje njegove vladavine je znano po hudi represiji in izgonu liberalno mislečih intelektualcev, ki so sprejeli ustavo iz Cadiza. V tem času so lokalni voditelji ozemelj v Latinski Ameriki izkoristili kaos in se začeli osamosvajati. Ferdinanda je nasledila hčerka Izabela II., katere vladanje se je začelo z dolgim regentstvom njene matere Marie Kristine. Izabela je bila sicer neuka vladarka in njeno vladanje se je sprevrglo v nenehne prepire med konzervativci in liberalci ter prineslo vrsto vojaških udarov. V drugi polovici 19. stoletja je buržoazija spodbujala razvoj mesta, ta gospodarska rast pa je sovpadala z obujanjem lokalnih tradicij.
V 20. stoletju je Valencia še naprej ostala tretje največje mesto v Španiji, število prebivalstva pa se je kar potrojilo z 213.550 (l. 1900) na 739.014 (l. 2000). Prav tako je bilo mesto tretje po vrsti v industrijskem in ekonomskem razvoju. V zgodnjih letih dvajsetega stoletja je bila Valencia industrijsko mesto. Proizvodnja svile je sicer zbledela, so jo pa nadomestili drugi viri in sicer kože, les, kovine in prehrana. Prva svetovna vojna je ohromila gospodarstvo, povsem zrušila je izvoz citrusov, po vojni l. 1923 pa je vzpostavitev diktatorstva Primo de Rivera povzročilo nemire v naslednjih letih. Šele republika je leta 1931 (do 1939) odprla možnosti demokratičnega udejstvovanja, povečala pa se je tudi politizacija državljanov, zlasti kot odgovor na porast konzervativne strani leta 1933. Takšno ozračje je zaznamovalo volitve 1936 v kateri je zmagala Ljudska politična stranka. Kmalu za tem je izbruhnila državljanska vojna. Na koncu te vojne pa je mesto preživelo kar 442 obstreljevanj z več kot 2800 žrtvami. Leta 1939 se je začela Francova diktatura, ki je utišala politične stranke in začela z ideološko in kulturno represijo. Finančni trgi so bili uničeni, kar je povzročilo ponovno ekonomsko krizo. Šele več kot 10 let po drugi svetovni vojni je gospodarstvo ponovno začelo kazati znake življenja, kar je prineslo tako eksplozijo prebivalstva in izboljšavo infrastrukture. 1982 je območje postalo avtonomna skupnost z glavnim mestom Valencia.
Novejša zgodovina in sedanjost Valencie pa je prepletena z velikim številom turistov, zanimivimi tradicionalnimi festivali in gostoljubnimi ljudmi, ki jih boste našli po vsej Španiji.

## Geografija
Valencia stoji na obrežju reke Turia, ki se nahaja na vzhodni obali Iberskega polotoka in v zahodnem delu Sredozemskega morja, nasproti zaliva Valencia. Ob ustanovitvi v času Rimljanov, je stala na rečnem otoku, oddaljena 6,4 km od morja. Albufera, sladkovodna laguna in ustje okoli 11 km južno od mesta, je eno največjih jezer v Španiji. Mestni svet je kupil jezero od španske krone za 1.072.980 pezet leta 1911 in danes predstavlja glavni del Parc Natural de l'Albufera (Naravni rezervat Albufera) s površino 21.120 hektarjev. Leta 1986 ga je zaradi svoje kulturne, zgodovinske in ekološke vrednosti, Generalitat Valenciana razglasil kot naravni park.

### Klima
Valencia ima subtropsko sredozemsko podnebje (KÖPPEN klasifikacijo podnebnih CSA) z zelo blagimi zimami in dolgimi toplimi do vročimi poletji. 
Povprečna letna temperatura znaša 22.8 °C podnevi in 13,8 °C ponoči. Najhladnejši mesec je januar, ko je najvišja temperatura podnevi od 10 do 20 °C, najnižja običajno ponoči pa od 2 do 12 °C. V najtoplejšem mesecu avgustu je najvišja temperatura čez dan med 28 - 34 °C, približno 23 °C ponoči in povprečno 26 °C.  Valencija ima eno najmilejših zim v Evropi, zaradi svoje južne lege ob Sredozemskem morju in pojavu fena. Sneg je v mestu izjemno redek pojav, saj je sneg (2 centimetra) nazadnje obležal 11. januarja 1960. Povprečen januar je primerljiv s temperaturami pričakovanimi med majem in septembrom v večjih mestih severne Evrope.
Trajanje sončnega obsevanja je 2696 ur na leto, od 155 v decembru do 315 (v povprečju nad 10 ur trajanja sončnega obsevanja na dan) v juliju. Povprečna letna temperatura morja je 18,5 °C. Povprečna relativna vlažnost je 60% v aprilu 68% v avgustu.

## Gospodarstvo
Valencija je imela v zadnjem desetletju močno gospodarsko rast predvsem v turizmu in gradbeništvu, a hkratnim razvojem in širitvijo telekomunikacij in prometa. Gospodarstvo v mestu je usmerjeno v storitev, saj je skoraj 84% delovno aktivnega prebivalstva zaposleno v poklicih storitvenega sektorja. Vendar pa mesto še vedno ohranja pomembno industrijsko bazo s 5,5% prebivalstva zaposlenega v tem sektorju. Nekaj je še kmetijske dejavnosti, 3973 hektarjev je zasajenih predvsem s sadovnjaki in nasadi agrumov.
Velika tovarna Ford Motor Company leži v predmestju mesta, v Almussafes. 
Metropolitansko območje Valencia je imelo BDP v višini na skupno 52,7 milijarde dolarjev ali 28.141 $ na prebivalca. 

### Pristanišče
Pristanišče Valencia je največje na sredozemski zahodni obali,  in prvo v Španiji v kontejnerskem prometu iz leta 2008 in drugo v Španiji v skupnem prometu, preko njega gre 20% španskega izvoza.  Glavni izvoz so živila in pijača. Drugi izvoz so pomaranče, pohištvo, keramične ploščice, ventilatorji, tekstil in železo. Proizvodni sektor Valencije se osredotoča na metalurgijo, kemikalije, tekstil, ladjedelništvo in pivo. Mala in srednje velika industrija sta pomemben del lokalnega gospodarstva.
Pristanišče Valencia je doživela korenite spremembe za potrebe 32. pokala Amerike v tekmovanju jadrnic v letu 2007. Bilo je razdeljeno na dva dela - en del je ostal nespremenjen, drugi del pa je bil prirejen za potrebe ameriškega pokala. Oba dela sta deljena s steno, ki štrli daleč v vodo, da se ohrani čista voda za ameriški pokal.

### Turizem
Vse skupaj se je začelo v sredini 90 let dvajsetega stoletja. Valencia, nekdanji industrijski center, ki se je hitro razvil, kar je omogočilo turizmu in kulturi razmah, tako se je preobrazila v živahno sredozemsko mesto. Večji deli starega mesta so bili prenovljeni, s 4 kilometrsko plažo ob kateri so zasadili palme pa so pridobili še čudovito promenado.
Mesto ima veliko število kongresnih centrov in raznih drugih prizorišč, kjer potekajo razna trgovska in druga poslovna srečanja.
V svoji dolgi zgodovini je Valencia pridobila mnogo lokalnih tradicij in različnih festivalov, med njimi najbolj znan Falles (tradicionalen festival v spomin Sv. Jožefu - od leta 1/1965 deklariran kot mednarodno praznovanje turistične zanimivosti).  Mesto pa je gostilo oziroma gosti še razne športne dogodke kot so Pokal Amerike (yachting races), Evropski Grand Prix Formula 1, Valencia Open 500 (teniško prvenstvo) in Global champions Tour of equestrian sports (konjeniške igre).

## Kultura
Valencia je mednarodno znana predvsem po praznovanju Falles (Las Fallas), to je mednarodni festival, ki se odvija marca, tradicionalni jedi Paella valenciana, značilni keramiki, tradicionalnih oblekah in po prav posebni arhitekturi Mesta umetnosti (City of arts) arhitektov Santiaga Calatrava in Felixa Candele.
Mesto prav tako privabi množice ljudi v avgustu, ko se odvija La Tomatina, letni festival obmetavanja s paradižnikom. Poleg tega se v Valencii odvijaja tudi drugi festivali skozi leto, nekateri slonijo na katoliški tradiciji, npr.: Sveti teden, ki naj bi veljal za enega najbolj pisanih v Španiji.
Poskrbljeno je tudi za izobraževanje, saj je bila Univerza v Valencii ustanovljena že davnega 1499 in tako velja za eno najstarejših še delujočih univerz v Španiji.

## Glavne znamenitosti

### Arhitektura
Starodavne ulice Barrio del Carmen vsebujejo stavbe, ki segajo do rimskih in arabskih časov. Stolnica, zgrajena med 13. in 15. stoletjem predvsem v gotskem slogu, vsebuje elemente baroka in romanske arhitekture. Poleg stolnice je gotska Basílica De La Virgen De Los Desamparados. Serrano in Quart stolpi iz 15. stoletja so del tega, kar je bilo nekoč obzidje.
UNESCO je priznal tržnico La Llotja de la Seda, zgrajeno v zgodnjem valencijskem gotskem slogu, kot svetovno dediščino.  Modernističen Mercado Central je eden največjih v Evropi. Glavna železniška postaja Estación Del Norte je zgrajena v španski različici secesijskega sloga.
Svetovno znani arhitekt Santiago Calatrava je avtor futurističnega Mesta umetnosti in znanosti (Ciutat de les Arts i les Ciències), ki vsebuje operno hišo / center uprizoritvenih umetnosti, Znanstveni muzej, IMAX kino / planetarij, oceanografsko park in druge objekte, kot so dolg pokrit hodnik in restavracije. Calatrava je odgovoren za most poimenovan po njem v središču mesta. Glasbena palača Palau De La Musica je še en izstopajoč primer moderne arhitekture v Valenciji.

### Stolnica
Stolnica v Valenciji je bila imenovana kot Iglesia Mayor v zgodnjih dneh rekonkviste, nato kot Iglesia de la Seo (latinsko Sedes, tj (nadškofijski) in na podlagi papeške koncesije z dne 16. oktobra 1866 preimenovana v Bazilika Metropolitana. Nahaja se v središču antičnega rimskega mesta, kjer nekateri menijo, da je stal Dianin tempelj. V gotskih časih, se zdi, da je bila posvečena Svetmu Odrešeniku. El Cid jo je posvetil Blaženi Devici Mariji. Kralj Jakob I. Aragonski je v glavni kapeli podaril podobo Blažene Device Marije in je eden danes ohranjena v zakristiji. Mavrska mošeja, ki je bila preurejena v krščansko cerkev po osvojitvi, se je zdela nevredna naslova stolnica, zato je leta 1262 škof Andrés de Albalat položil temeljni kamen nove gotske stavbe, s tremi ladjami; ta dočaka le kor te stavbe. Škof Vidal de Blanes je zgradil kapiteljsko dvorano, in Jakob je dodal stolp, ki se imenuje El Miguelete ker je bila blagoslovljen na dan sv. Mihaela leta 1418. Stolp je približno 58 m visok in ima na vrhu zvonik (1660-1736).
V 15. stoletju je bila dodana kupola in razšijene ladje do kora, kar stavbo poenoti s stolpom in tvori glavni vhod. Nadškof Luis Alfonso de los Cameros je začel z gradnjo glavne kapele leta 1674; stene so bile okrašene z marmorjem in bronom v baročnem slogu tega obdobja. Na začetku 18. stoletja je Nemec Conrad Rudolphus zgradil fasado glavnega vhoda. Druga dva vhoda vodita v prečni ladji; eden, z apostoli v čisti gotiki, izvira iz 14. stoletja, drugi pa je v Paláu. Prizidek na zadnji strani stolnice se odmika od njene višine. Obnova iz 18. stoletja je obsegala šiljaste loke, gotske stebre s korintskimi kapiteli in preurejanje sten. Kupola nima lanterne, njen gol strop je preboden z dvema velikima stranskima oknoma. Obstajajo štiri kapele na vsaki strani. Vsebujejo veliko slik uglednih umetnikov. Srebrn retabel za oltarjem, je odnesla vojna leta 1808 in ga pretvorila v kovance za kritje stroškov kampanje. Obstajata dve sliki Francisca Goye v kapeli Sv. Frančiška. Za kapelo Najsvetejšega je majhna renesančna kapela, ki jo je zgradil Papež Kalist III.. Poleg stolnice je kapela posvečena Mariji iz Forsakena (Virgen de los Desamparados ali Mare de Deu dels Desamparats).
Tribunal de las Aguas (vodno sodišče), sodišče iz Mavrskih časov, ki posluša in posreduje v zadevah, ki se nanašajo na vodo za namakanje, je zasedal vsak četrtek opoldne skoraj tisoč let zunaj pred Puerta de los Apostoles (Portal apostolov) in miril spore med kmeti glede namakanja v huerti. 
Kralj Filip IV. Španski in vojvoda Arcos sta predlagala gradnjo nove kapele, in leta 1647 je podkralj, Conde de Oropesa, ki je preživel kugo, vztrajal pri dokončanju njihovega projekta. Marija je postala zavetnica mesta pod naslovom Virgen de los Desamparados (Devica iz Forsakena). Nadškof Pedro de Urbina je 31. junija 1652 položil temeljni kamen za novo kapelo tega imena. Nadškofijska palača, trg žita v času Mavrov, je preprosto oblikovana, z notranjim križnim hodnikom in privlačno kapelo. Leta 1357 je bil zgrajen obok, ki jo je povezal s stolnico. V sejni sobi so ohranjeni portreti vseh prelatov Valencije.

### Bolnica
Leta 1409 je bila bolnišnica ustanovljena pod pokroviteljstvom Santa María de los Inocentes; pripadala ji je tudi bratovščina namenjena zbiranju trupel neidentificiranih mrtvih v mestu in v polmeru treh milj (4,8 km) okoli njega. Ob koncu 15. stoletja je bila ta Bratovščina ločena od bolnišnice in je nadaljevala svoje delo pod imenom Cofradia para el Amparo de los Desamparados. 

### Srednjeveške cerkve
Med župnijskimi cerkvami so: 
- Sv. Janez (Krstnik in Evangelist), obnovljena leta 1368, katere kupola, okrasil jo je Palonino, vsebuje nekaj najboljših fresk v Španiji;
- El Templo (Tempelj), starodavna cerkev vitezov templjarjev, ki je bila v rokah reda Montesa in je bila prezidana pod vladavino Ferdinanda VI. in Karla III.;
- nekdanji dominikanski samostan, včasih s križnim hodnikom Capital General, samostan ki ima čudovito gotsko krilo in kapiteljsko sobo, velike stebre, ki posnemajo palme;
- Colegio del Corpus Christi, ki je predan zakramentu in v katerem se dogaja evharistična daritev; je jezuitski kolegij, ki ga je uničil leta 1868 revolucionarni odbor Ljudske fronte, kasneje pa obnovljen;
- Colegio de San Juan (tudi društvo), nekdanji kolegij plemičev, zdaj deželni zavod za sekundarni pouk.
- Cerkev San Nicolás, verjetno najboljši primer sožitja tempeljske gotske strukture z baročno dekoracijo.

### Muzeji
- Ciutat de les Arts i les Ciències (Mesto umetnosti in znanosti), ki ga je zasnoval arhitekt Santiago Valencie Calatrava, se nahaja v nekdanji strugi reke Turia in zajema naslednje znamenitosti:
  - Palau de les Arts Reina Sofía, razposajena operna in glasbena palača s štirimi dvoranami in skupno površino 37.000 m2.
  - L'Oceanogràfic, največji akvarij v Evropi, z različnimi morskimi bitji iz različnih okolij: iz Sredozemlja, ribe iz oceana in grebenov, morski psi, skuše, delfini, prebivalci polarnih območjih (beluge, mroži, pingvini), obalno prebivalstvo (morskih levi), itd.; razstavlja tudi manjše živali kot so korale, meduze, morske vetrnice, itd.
  - El Museu de les Ciències Principe Felipe, interaktivni muzej znanosti, ki spominja na okostje kita. Obsega približno 40.000 m² v treh etažah
  -  L'Hemisfèric, Imax kino
- Museu de Prehistòria de Valencia (Prazgodovinski muzej)
- Museu d'Etnologia Valencia (Muzej etnologije)
- IVAM - Institut Valencia d'Art Moderne - Center Julio González
- Museu de Belles Arts San Pío V. (Muzej lepih umetnosti)
- in drugi

## Ljudje rojeni v Valenciji in Valencijski deželi
- Papež Aleksander VI., papež med 1492 in 1503.
- Ibn al-Abbar (1199–1260), pesnik in diplomat
- Ausiàs March, pesnik.
- Joan Roís de Corella, pesnik in pisatelj.
- Papež Kalist III., papež med 1455 in 1458.
- Enrique Simonet, slikar (1866–1927)
- Luis de Santángel, finančni minister.
- Alfonz III. Aragonski in grof Barcelone (kot Alfonz II.).
- ralj Jakob II. Aragonski.
- Kralj Peter III. Aragonski (tudi Peter Veliki).
- Guillén de Castro y Bellvis, znamenit španski pisatelj Španske zlate dobe (1569–1631).
- Joanot Martorell (1413–1468), vitez in pisatelj, avtor romana Tirant lo Blanch.
- Juan Bautista Bayuco, 17. st., slikar
- Vicente Blasco Ibáñez, pisatelj, scenarist in filmski direktor (1867–1928).
- Joaquín Sorolla, slikar (portretist, krajinar in slikar monumentalnih del socialnih in zgodovinskih tem.
- Juan Luis Vives, znanstvenik in humanist.
- José Benlliure y Gil, slikar.
- Rafael Guastavino, arhitekt in graditelj, oblikovalec Guastavino tile.
- Antonio José Cavanilles, botanik.
- José Iturbi, dirigent in pianist.
- Santiago Calatrava, mednarodno priznani in večkrat nagrajen arhitekt.
- Joan Fuster, filolog, zgodovinar in pisatelj.
- Josep Maria Bayarri, lingvist, pesnik in pisatelj.
- Joaquín Rodrigo, skladatelj.
- in drugi

## Pobratena mesta
Valencija je pobratena z:
- Mainz, Nemčija, od 4. avgusta 1978[17]
- Bologna, Italija, od 29. junija 1979[17]
- Veracruz, Mehika, od 26. septembra 1984[17]
- Sacramento, ZDA, od 29. junija 1989[17]
- Valencia, Venezuela, od 20. marca 1982[17]
- Odesa, Ukrajina, od 13. maja 1982[17]

## Galerija
- Trg za katedralo. Plaza de la Virgen
- Severna železniška postaja. Estacio del Nord
- Zvonik katedrale. El Micalet
- Trg pred katedralo. Plaza de la Reina
- Centralna tržnica. Mercado Central
- Kupola v centralni tržnici
- Vrata Serranos. Torres de Serranos
- Pogled z zadnje strani na Serranos vrata
- Plaža v Valenciji
- Borza svile, znana kot Lonja de la Seda